# По-По (Західна Вірджинія)
По-По (англ. Paw Paw) — місто (англ. town) в США, в окрузі Морган штату Західна Вірджинія. Населення — 410 осіб (2020).

## Географія
По-По розташоване за координатами 39°31′53″ пн. ш. 78°27′19″ зх. д. / 39.53139° пн. ш. 78.45528° зх. д. (39.531351, -78.455275).  За даними Бюро перепису населення США в 2010 році місто мало площу 1,37 км², уся площа — суходіл.

## Демографія
Згідно з переписом 2010 року, у місті мешкало 508 осіб у 223 домогосподарствах у складі 131 родини. Густота населення становила 370 осіб/км².  Було 262 помешкання (191/км²).
Расовий склад населення:
| - 92,9 % — білих - 2,4 % — чорних або афроамериканців - 2,0 % — корінних американців - 0,4 % — азіатів |

До двох чи більше рас належало 2,0 %. Частка іспаномовних становила 2,6 % від усіх жителів.
За віковим діапазоном населення розподілялося таким чином: 23,6 % — особи молодші 18 років, 60,1 % — особи у віці 18—64 років, 16,3 % — особи у віці 65 років та старші. Медіана віку мешканця становила 38,6 року. На 100 осіб жіночої статі у місті припадало 96,1 чоловіків;  на 100 жінок у віці від 18 років та старших — 92,1 чоловіків також старших 18 років.
Середній дохід на одне домашнє господарство  становив 39 136 доларів США (медіана — 29 821), а середній дохід на одну сім'ю — 47 186 доларів (медіана — 43 214). За межею бідності перебувало 23,1 % осіб, у тому числі 29,6 % дітей у віці до 18 років та 22,4 % осіб у віці 65 років та старших.
Цивільне працевлаштоване населення становило 160 осіб. Основні галузі зайнятості: освіта, охорона здоров'я та соціальна допомога — 21,9 %, будівництво — 19,4 %, виробництво — 13,1 %, публічна адміністрація — 11,3 %.